# 岩手県交通滝沢営業所

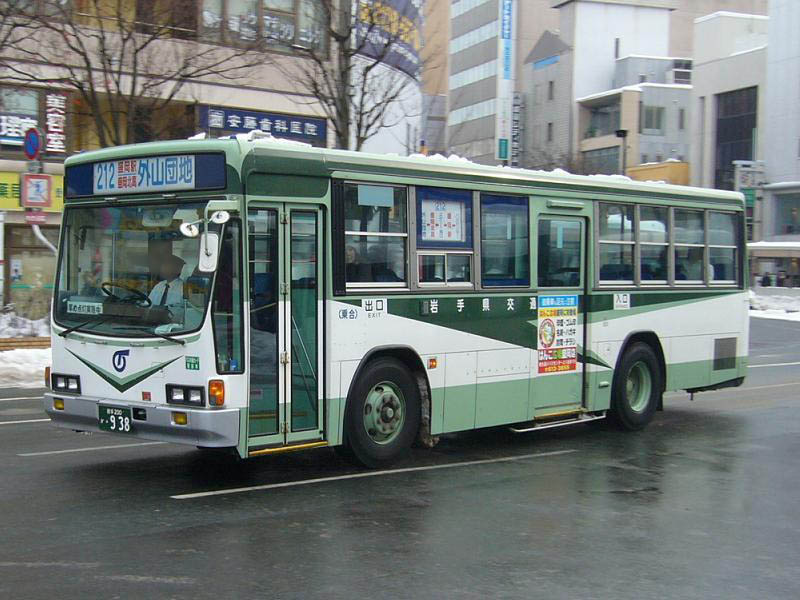
滝沢営業所所属車

岩手県交通滝沢営業所（いわてけんこうつうたきざわえいぎょうしょ）は、岩手県滝沢市にあり、主に盛岡都市圏北西部を管轄する営業所である。下部組織に巣子車庫を持つ。
所属車両数92両（うち巣子車庫配置20両）、職員数約120名（共に2008年10月現在）。松園営業所と並び、岩手県交通有数の大規模事業所である。また、ヤマトオートワークス新滝沢整備工場も併設している。

## 所在地
〒020-0632 岩手県滝沢市牧野林986

## 沿革
前身は岩手中央バス青山町営業所。その後、滝沢NT南口付近に移転し滝沢営業所と改称するが、その後滝沢鵜飼→現在地へと2度移転している。現在の営業所敷地は旧岩手観光バスの本社営業所で、岩手県交通への統合後は貸切専業の新滝沢営業所として使用していたが、貸切業務の矢巾営業所への集約に伴い滝沢営業所として使用することになった。
- 2002年4月 新滝沢営業所の敷地（現在地）に移転。それまでの営業所敷地は「滝沢鵜飼操車場」となる。
- 2006年12月 滝沢鵜飼操車場廃止。
  - 2002年4月以降は、滝沢村役場（当時）駐車場構内に村から停留所敷地および駐車場の提供を受け、実質的な操車場機能が置かれている。旧滝沢営業所始終着であった便は一部が滝沢鵜飼始終着となったが、滝沢村役場あるいは滝沢営業所始終着便に順次統合され、滝沢鵜飼操車場の廃止を以て完全に消滅した。
- 2022年12月 - 管内において地域連携ICカード「Iwate Green Pass」を導入[3]。
- 2023年1月　雫石営業所閉所に伴い、矢巾営業所と共に雫石営業所が運行していた路線を移管[4][5]。

## 所管路線

### 青山町線
- 201：滝沢営業所（･滝沢市役所） - 滝沢ニュータウン中央 - 月が丘二丁目 - 県営体育館前 - 前九年三丁目 - 館坂橋 - 夕顔瀬橋 - 盛岡駅 - 大通三丁目 - 盛岡バスセンター
- 202：滝沢営業所 - ビッグルーフ滝沢 - 滝沢ニュータウン中央 - 月が丘二丁目 - 県営体育館前 - 前九年三丁目 - 館坂橋 - 夕顔瀬橋 - 盛岡駅前 - 大通三丁目 - 盛岡バスセンター
- 203：ビッグルーフ滝沢 - 上の山団地 - 月が丘二丁目 - 県営体育館前 - 前九年三丁目 - 館坂橋 - 夕顔瀬橋 - 盛岡駅 - 大通三丁目 - 盛岡バスセンター
- 209：滝沢アメニティタウン - 蒼前神社口 -(ビッグルーフ滝沢) -  滝沢ニュータウン中央 - 月が丘二丁目 - 県営体育館前 - 前九年三丁目 - 館坂橋 - 夕顔瀬橋 - 盛岡駅 - 大通三丁目 - 盛岡バスセンター
  - 2023年
    - 4月1日より日休日運休。
    - 12月1日改正より平日のみ運行となった[6]。

### 南青山町線
- 204：滝沢営業所（･滝沢市役所） - 滝沢ニュータウン中央 - 月が丘二丁目 - 青山一丁目 - 天昌寺前 - 館坂橋 - 夕顔瀬橋 - 盛岡駅 - 大通三丁目 - 盛岡バスセンター
  - 2023年
    - 4月1日より日休日運休。
    - 12月1日改正より平日のみ運行となった[6]。

### 盛岡北高線
- 208：あすみ野 - けやきの平公園 - ふるさと交流館前 - 盛岡北高前 - 三愛病院前 - 県営体育館前 - 館坂橋 - 夕顔瀬橋 - 盛岡駅 - 大通三丁目 - 盛岡バスセンター
- 210：けやきの平公園 → ふるさと交流館前 → 盛岡北高前 → 三愛病院前 → 県営体育館前 → 館坂橋 → 夕顔瀬橋 → 盛岡駅 → 大通三丁目 → 盛岡バスセンター
- 211：あすみ野 - ふるさと交流館前 - 盛岡北高前 - 三愛病院前 - 県営体育館前 - 館坂橋 - 夕顔瀬橋 - 盛岡駅 - 大通三丁目 - 盛岡バスセンター
- 212：滝沢営業所 - ふるさと交流館前 - 盛岡北高前 - 三愛病院前 - 県営体育館前 - 館坂橋 - 夕顔瀬橋 - 盛岡駅 - 大通三丁目 - 盛岡バスセンター
- 系統番号なし：県営体育館前 → 三愛病院前 → 盛岡北高前 → ふるさと交流館前 → 滝沢営業所
  - 営業所が現在地に移転する以前は、始発地によって系統番号が異なっていた（営業所：210、外山団地：211、あすみ野：212）。
  - 2024年4月1日改正より210系統は片道となり、平日のみ運行。あすみ野発は211系統に変更。208系統は新設のうえ、昼間中心の運行[7]。
  - 県営体育館前始発は朝の平日のみ運行。

### みたけ西線
- 213：盛岡バスセンター - 大通三丁目 - 盛岡駅 - 夕顔瀬橋 - 館坂橋 - 青山駅 - 県営体育館前 - 三愛病院前 - 県営スケート場前 - 盛岡中央高校前 - 厨川駅西口
  - 2010年7月1日より前九年経由から青山駅経由に変更。
  - 2016年1月12日よりサンシティ国分団地経由から県営スケート場前経由に変更。
  - 2017年3月より盛岡中央高校前発着から厨川駅西口発着に変更。
  - 2021年7月より平日のみ運行となった。

### 青山天神線
- 214：滝沢市役所 - 滝沢ニュータウン中央 - 月が丘二丁目 - 県営体育館前 - 前九年三丁目 - 館坂橋 - 盛岡体育館前 - 一高前 - 医大本町キャンパス前 - 上の橋 - 二高前 - 附属中学校前
  - 2010年5月1日改正により、「医大教養部前」の停留所名が「医大本町キャンパス前」へ変更される。
  - 2009年7月21日より大幅に減便され、児童の登下校に合わせた運行となる。
  - 平日のみ運行。

### 滝沢ゆとりが丘団地線
- 222：滝沢営業所 - ゆとりが丘 - 月が丘二丁目 - 大館町 - 三ツ家 - 盛岡駅西口 - 啄木新婚の家口 - 盛岡バスセンター

### 滝沢長橋台団地線
- 223：滝沢市役所 - 滝沢ニュータウン中央 - 長橋中央 - 下前潟 - 三ツ家 - 盛岡駅西口 - 啄木新婚の家口 - 盛岡バスセンター
  - 路線開設当初は雫石営業所と共管だった。
  - 2021年12月1日より平日のみ運行となる[8]。

### イオンモール盛岡線
- 224：盛岡駅 - 夕顔瀬橋 - 城西町 - 三ツ家 - 中屋敷町 - 稲荷町 - イオンモール盛岡
  - 2008年5月：施設名称の変更に伴い、路線名称を「イオン盛岡SC線」より変更。
  - 路線開設当初は雫石営業所と共管だった。
  - 2023年1月から矢巾営業所との共管へ変更された。

### 滝沢イオンモール盛岡線
- 225：滝沢営業所 - 盛岡北高前 - 青山三丁目 - 長橋中央 - イオンモール盛岡
  - 2011年4月：巣子イオンモール盛岡線路線短縮(県立大学 - 滝沢営業所間廃止)[9]・増便のうえ、改編。

### 滝沢かつらぎ団地線
- 227：滝沢営業所 - せいほくタウン - サンシティ国分団地 - かつらぎ団地 - みたけ台団地 - 青山三丁目 - 国立病院 - 青山一丁目 - 南青山町 - 天昌寺前 - 館坂橋 - 夕顔瀬橋 - 盛岡駅 - 盛岡バスセンター
  - 2009年7月21日より滝沢営業所 - かつらぎ団地間で経路変更。
  - 平日のみ運行。
  - 2024年4月1日より青山三丁目 - 南青山町間で経路変更[7]。

### あすみ野箱清水線
- 228：（あすみ野 - ）滝沢営業所 - 厨川駅前 - 三馬橋 - 箱清水 - 三高前 - 高松の池口 - ☆ - 中央通三丁目 - 大通三丁目 - 盛岡駅
  - ☆区間は【往路】上田二丁目北→県立中央病院前→仁王小学校前経由、【復路】医大教養部前→一高前→岩手大学前経由であるので注意が必要。
  - 2008年5月：路線新設。
  - 2009年12月：滝沢営業所 - あすみ野間を延伸（平日のみ）、復路運行回数増回（平日1→4、土休日1→3回）。
  - 2015年4月：平日午前のあすみ野発、午後のあすみ野行の各1本に減回。土・日・休日運休に変更。
  - 2019年10月：「滝沢箱清水線」から「あすみ野箱清水線」へ改称。

### みたけ・箱清水線
- 231: 滝沢営業所 → 三愛病院前 → 厨川五丁目 → 厨川駅前 → 箱清水 → 高松の池口 → 上田二丁目北 → 県立中央病院前
  - 2019年10月：片道のみ運行となる。
  - 平日のみ運行。

### みたけ中央線
- 255：盛岡バスセンター - 大通三丁目 - 盛岡駅 - 夕顔瀬橋 - 館坂橋 - 前九年- 県営体育館前 - 三愛病院前 - 城北小学校前 - みたけ四丁目 - 厨川五丁目 - 岩手牧場前

### 松園北高線
- 滝沢営業所 - 盛岡北高前 - 館坂橋 - 高松の池口 - 松園バスターミナル - 松園営業所
  - 松園営業所と共管。
  - 平日のみ運行。

### 松園みたけ線
- 盛岡北高前 - 雇用住宅前 - 厨川駅前 - 箱清水 - 岩脇団地前 - 松園バスターミナル
  - 2012年12月改正で新設。
  - 2019年12月9日改正で経路変更
  - 平日のみ運行。

### 雫石線
- 盛岡バスセンター - 盛岡駅 - 三ツ家 （ - イオンモール盛岡）- 大釜 - 堀割 - 雫石駅前
- 大釜駅 → 前潟 → 三ツ家 → 盛岡駅 → 盛岡バスセンター
  - 矢巾営業所と共管。
  - 2025年4月1日の改正より平日のみの運行となった[10]。

### つなぎ温泉線
- 盛岡バスセンター - 盛岡駅 -  天昌寺（ - イオンモール盛岡）- 大釜 - 盛岡つなぎ温泉
  - 矢巾営業所と共管。

### 小岩井農場線
- 小岩井農場まきば園 - 小岩井駅 - 大釜 - 三ツ家 - 盛岡駅 - 盛岡バスセンター
  - 2019年4月1日網張温泉線の路線短縮に伴い、新設。
  - 4月中旬から11月下旬まで運行。

### 繋・小岩井線
- 盛岡つなぎ温泉 - 盛岡手作り村 - 尾入野 - 小岩井駅 - 小岩井農場まきば園
  - 雫石営業所閉所時点では運休中だったが、2025年4月12日より運行再開[10]。
  - 4月中旬 - 11月下旬までの土日祝のみ運行。

### 滝沢小岩井線
- 滝沢市役所 - 大釜駅 - みどり団地 - 小岩井駅
  - 2006年12月、雫石営業所へ移管されたが、2023年1月に滝沢営業所へ再移管。
  - 滝沢市より委託の路線で、滝沢市立滝沢南中学校の下校時刻に合わせ小岩井駅行き便の時刻が変動する。
  - 2025年4月1日の改正より11月下旬 - 3月中旬まで運行となる[10]。
  - 平日のみ運行。

## 滝沢市福祉バス
滝沢市より委託を受け、福祉バスの運行を行っている。
毎週月・木曜日を基本とした特定日運行で、朝に各地→市役所方面、午後に逆ルートで運行。
滝沢市役所にて各号車間の相互乗継ぎが可能で、運賃（大人200円、小学生100円、小学生未満無料）は通しで計算される。
朝の便は乗車のみ、午後の便は降車のみであるが、一部に乗降可能停留所を設けている。
各ルートを当営業所および岩手県北バス盛岡営業所とで分担して運行している。

### 1号車（姥屋敷・小岩井・大釜・篠木方面）
- 春子谷地湿原口 - 小岩井駅前 - 大釜駅前 - 多目的研修センター - 鬼越蒼前神社 - 滝沢市役所 - 相の沢温泉お山の湯

### 2号車（一本木・柳沢・元村・牧野林方面）
- 運転免許センター - 巣子ニュータウン - 柳沢小中学校 - あすみ野 - ふるさと交流館 - ゆとりが丘 - 境橋 - 滝沢市役所 - 総合運動公園 - 多目的研修センター

### 3号車（野沢・巣子・穴口・元村・鵜飼方面）
- 柳沢コミセン - 分レ - 滝沢駅 - 勤労青少年ホーム前 - 巣子中央 - 第三富士見団地 - 北陵中学校前 - ふるさと交流館 - 上山集会所 - 滝沢市役所 - ふるさと交流館

## 移管路線
盛南ループ『200』
- 218：盛岡駅→菜園川徳前→盛岡バスセンター→西仙北町→盛商前→原敬記念館前→盛岡市立病院→アイスアリーナ前→下川原→盛岡駅
- 219：上記系統の逆回り
平日の一部便において車掌乗務のツーマン運転を実施していた（2008年9月30日で運行を終了）。

現在は都南営業所、矢巾営業所、紫波営業所に移管

## 廃止路線
青山町線
- (旧)202：滝沢営業所-滝沢ニュータウン中央 - 月が丘二丁目 - 青山三丁目-国立病院前-青山一丁目 - 前九年三丁目-館坂橋 - 夕顔瀬橋 - 盛岡駅 - 盛岡バスセンター
- 206：滝沢営業所 - 滝沢ニュータウン中央 - 月が丘二丁目 - 県営体育館前 - 館坂橋 - 夕顔瀬橋 - 岩手高校前 - 盛岡バスセンター - 鉈屋町
- 207：滝沢営業所 - 滝沢ニュータウン中央 - 月が丘二丁目 - 青山一丁目 - 館坂橋 - 夕顔瀬橋 - 岩手高校前 - 盛岡バスセンター - 鉈屋町
- 208：滝沢営業所→滝沢ニュータウン中央→月が丘二丁目→県営体育館前→前九年三丁目→館坂橋→夕顔瀬橋→岩手高校前→盛岡バスセンター→八幡宮前→茶畑→中野一丁目→茶畑十文字→盛岡バスセンター→以下逆順で復路　（土休日運休）
- 210：滝沢営業所→滝沢ニュータウン中央→月が丘二丁目→県営体育館前→前九年三丁目→館坂橋→盛岡駅→菜園川徳前→盛岡バスセンター→八幡宮前→茶畑→中野一丁目→茶畑十文字→盛岡バスセンター→以下逆順で復路（平日の営業所発10 - 15時台及び土休日の営業所発10 - 18時台運行）
  - 2008年7月 - 土休日ダイヤのうち、該当する時間帯の208系統の運用を置き換える形で新設。
  - 2009年4月 - 平日運行開始。

- 225：月が丘二丁目→県営体育館→館坂橋→夕顔瀬橋→盛岡駅→盛岡バスセンター
- 226：滝沢村役場→滝沢ニュータウン中央→月が丘二丁目→青山三丁目→（この間無停車）→夕顔瀬橋→盛岡駅→盛岡バスセンター
  - 1999年7月：盛岡市立病院移転に伴い、バス停名称が「鉈屋町」へ変更される。
  - 2002年3月31日 - 207系統廃止。
  - 2006年4月1日 - (旧)202系統、206系統、225系統、226系統廃止。

また、この日の206系統廃止に伴い鉈屋町停留所及び転回所を廃止。
- 221：滝沢営業所 - 滝沢ニュータウン中央 - 月が丘二丁目 - 青山一丁目 - 前九年三丁目 - 館坂橋 - 夕顔瀬橋 - 岩手高校前 - 盛岡バスセンター - 盛岡市立病院
  - 2006年4月1日：同日の運行をもって廃止。

- （旧）222：滝沢営業所 - ゆとりが丘 - 月が丘二丁目 - 県営体育館前 - 舘坂橋 - 盛岡駅 - 大通三丁目 - 盛岡バスセンター
  - 2006年4月 - （旧）223系統との再編により廃止。

- 220：滝沢営業所 - 滝沢ニュータウン中央 - 月が丘二丁目 - 県営体育館前 - 前九年三丁目 - 館坂橋 - 夕顔瀬橋 - 岩手高校前 - 盛岡バスセンター - 盛岡市立病院
  - 平日のみ運行。
  - 2024年4月1日 - 廃止。

南青山町線
- 205：滝沢営業所 - 滝沢ニュータウン中央 - 月が丘二丁目 - 国立病院前 - 天昌寺前 - 館坂橋 - 夕顔瀬橋 - 岩手高校前 - 盛岡バスセンター - 鉈屋町
  - 2002年3月31日 - 同日の運行をもって廃止。

盛岡北高線
- 212：滝沢鵜飼 - 土沢 - ふるさと交流館前 - 盛岡北高前 - 県営体育館前 - 舘坂橋 - 盛岡駅 - 大通三丁目 - 盛岡バスセンター
  - 2006年12月10日 - 滝沢鵜飼 - ふるさと交流館前間を廃止、盛岡北高線に統合。

滝沢・県立中央病院線
- 217：滝沢市役所 - 県営体育館 - 館坂橋 - 一高前 - 県立中央病院前 - 名須川町 - 盛岡中央郵便局前 - 盛岡バスセンター
  - 2010年7月1日 - 滝沢・病院線路線短縮(盛岡友愛病院前 - 盛岡バスセンター間廃止)・増便(当時、7往復)のうえ、改編。

青山流通団地線
- 215：滝沢市役所 - 滝沢ニュータウン中央 - 県営体育館前 - 館坂橋 - 夕顔瀬橋 - 盛岡駅 - 盛岡バスセンター（ななっく向） - 仙北組町 - 川久保 - 津志田近隣公園 - 都南バスターミナル - 飯岡駅前 - 飯岡駅口 - 流通センター - 矢巾営業所
  - 土・日・休日は運休。
  - 2015年4月3日 - 同日の運行をもって廃止。

長橋台団地線
- （旧）223：長橋台団地 - 月が丘二丁目 - 国立病院前 - 大館町 - 三ッ家 - 盛岡駅西口 - 中央通三丁目 - 盛岡バスセンター
  - 2006年5月 - （旧）222系統との再編により廃止。

青山・日詰線
- 616：日詰駅前→日詰→矢巾口→三本柳→川久保→仙北町→盛岡バスセンター→盛岡駅前→夕顔瀬橋→館坂橋→県営体育館前→滝沢営業所
  - 2006年3月31日 - 同日をもって紫波営業所管轄分の運行を終了、滝沢営業所行を廃止。

- 616：滝沢営業所→県営体育館前→館坂橋→夕顔瀬橋→盛岡駅→盛岡バスセンター→仙北町→川久保→日赤前→三本柳→矢巾口→日詰→日詰駅前
  - 2015年4月3日 - 同日をもって滝沢営業所管轄分の運行を終了、日詰駅前行を廃止。
  - 土・日・休日は運休。
  - 盛岡バスセンターの乗降はななっく向ではなく、盛岡駅・バスセンター始発の日詰線同様、バスセンター構内の4番乗り場で行っていた。
  - 日詰到着後、604:日詰線 盛岡駅行で折り返していた。
  - 2011年4月から日赤前経由に変更。

みたけ中央線
- 256：中野一丁目（茶畑） - 盛岡バスセンター - 岩手高校前 - 上堂・青山駅 - 県営体育館前 - 以下255系統に同じ（平日朝、一往復のみ運行）

みたけ天昌寺線
- 258：盛岡バスセンター - 岩手高校前 - 夕顔瀬橋 - 館坂橋 - 天昌寺前 - 三愛病院前 - 城北小学校前 - 岩手牧場前
  - 2006年3月31日 - 同日の運行をもって廃止。

青山一本木線
- 滝沢鵜飼 - 運動公園前 - 巣子 - 一本木局
  - 2006年3月31日 - 同日の運行をもって廃止。

青山都南線
- 216：滝沢鵜飼 - 県営体育館前 - 盛岡駅 - 盛岡バスセンター - 仙北町 - 川久保 - 日赤 - 都南の園
  - 2006年3月31日 - 同日の運行をもって廃止。

滝沢土渕線
- 317：滝沢村役場 - 土渕 - イオン盛岡SC - 三ツ家 - 城西町 - 盛岡駅前 - 大通三丁目 - 盛岡バスセンター
  - 2003年10月6日 - 青山ゾーンバス運行開始に伴い、従来の土渕線を滝沢村役場まで延伸する形で運行開始。
  - 2006年3月31日 - 同日の運行をもって廃止。

天満宮下厨川線
- 岩手牧場前 - 雇用住宅前 - 運動公園前 - 県営体育館前 - 前九年三丁目 - 館坂橋 - 盛岡体育館前 - 一高前 - 本町通三丁目 - 天満宮前 - 附属中学校前
  - 199x年x月x日 - 同日の運行をもって廃止。

青山循環線（西青山・月が丘循環線）
- 2003年10月6日 - 青山ゾーンバスの支線バスとして、西青山・月が丘循環線運行開始。平日日中のみの運行。
  - 当時の運行ルート　いわて生協ベルフ青山 - 月が丘2丁目 - 西三公民館 - かつらぎ団地 - いわて生協ベルフ青山

- 2006年3月18日 - 青山駅開業に伴い、月が丘地区の運行を廃止し、青山循環線にリニューアル。運行方向を一方方向にして、朝夕の時間帯にも運行開始。
  - 当時の運行ルート　いわて生協ベルフ青山→国立病院北口→県営体育館→月が丘2丁目→西青山3丁目東→国立病院北口→県営体育館→いわて生協ベルフ青山

- 2007年3月31日 - 廃止。

盛岡城下町線

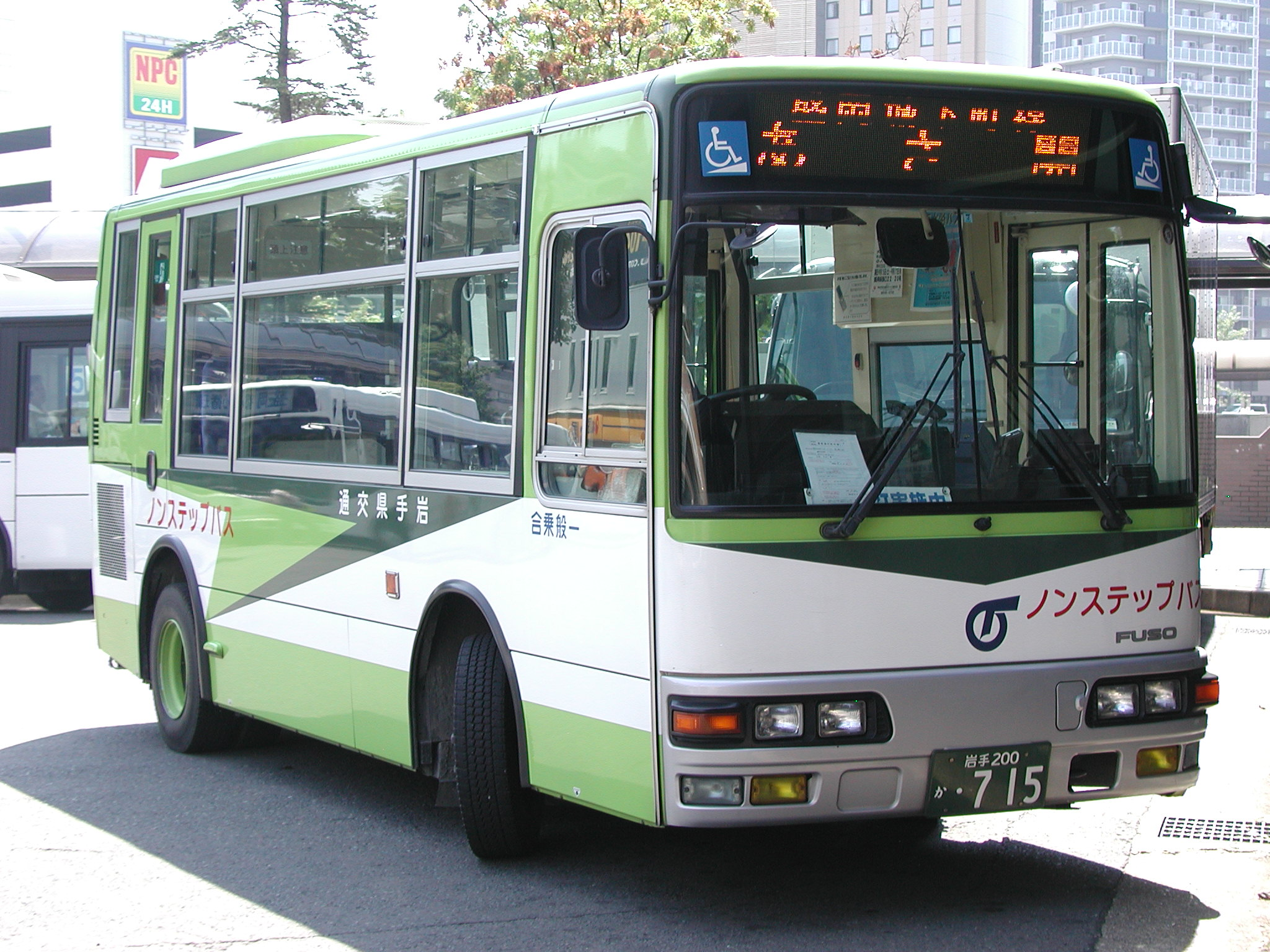
盛岡城下町線・城下町循環線で使われた小型車両（盛岡駅東口にて）

- 盛岡駅 - 開運橋 - 柳新道 - 菜園川徳前 - 賢治清水 - 下の橋町 - 穀町 - 惣門前 - 鉈屋町 - 大慈寺前 - あさ開
  - 2007年4月2日 - NHK朝の連続テレビ小説「どんど晴れ」放送開始にあわせ、ロケ地を巡る路線を新設。同日13:30の便より運行開始。
  - 2007年11月4日 - 運行期間終了。

盛岡城下町循環線
- あさ開→大慈寺前→鉈屋町→惣門前→南大通二丁目→大慈寺口→南大通一丁目→盛岡バスセンター→県庁･市役所前→盛岡城跡公園→賢治清水→下の橋町→穀町→惣門前→鉈屋町→大慈寺前→あさ開
  - 2007年4月2日 - NHK朝の連続テレビ小説「どんど晴れ」放送開始にあわせ、ロケ地を巡る路線を新設。同日13:30の便より運行開始。
  - 2007年11月4日 - 運行期間終了。

滝沢・病院線
- 217：滝沢村役場 - 国立病院前 - 県立中央病院前 - 北山 - 岩手医大前 - 盛岡バスセンター - 茶畑十文字 - 日赤前 - 盛岡友愛病院前
  - 2010年6月30日 - 滝沢・県立中央病院線への改編に伴う路線短縮により、一部廃止。太字が廃止区間。

太田経由繋温泉線
- 106：盛岡バスセンター - 盛岡駅 - 太田テニスコート前 - つなぎ温泉
  - 2022年4月1日 - 長期運休。
  - 2023年4月1日 - 廃止。

みたけ東線
- 260：盛岡バスセンター - 大通三丁目 - 盛岡駅 - 夕顔瀬橋 - 館坂橋 - 上堂 - 青山駅 - 県営体育館前 - 運動公園前 - 日本たばこ前 - 岩手牧場前
  - 2018年7月 - 土・日・休日運休に変更
  - 2024年4月1日 - 廃止。

小岩井駅線
- 盛岡駅 → 三ツ家 → イオンモール盛岡 → 岩手ふそう前 → 小岩井駅前
  - 矢巾営業所と共管。平日のみ運行。
  - 小岩井駅前発の便は矢巾営業所が担当。
  - 2024年4月1日 - 廃止。

滝沢深夜線
★：斜字区間は降車専用。
- 盛岡バスセンター（ななっく前）→県庁･市役所前→大通三丁目→盛岡駅→夕顔瀬橋→館坂橋→県営体育館前→青山三丁目→月が丘二丁目→滝沢ニュータウン中央→ふるさと交流館前→元村→あすみ野
  - 平日のみ運行。
  - 2020年4月金曜日運行便長期運休。
  - 2021年4月全便長期運休。
  - 2024年4月1日 - 廃止。

厨川深夜線
★：斜字区間は降車専用。
- 盛岡バスセンター（ななっく前）→県庁･市役所前→盛岡城跡公園→菜園川徳前→盛岡駅→夕顔瀬橋→館坂橋→上堂→厨川駅前→岩手牧場前→巣子→富士見団地→第三富士見団地口→巣子車庫→滝沢駅前
  - 平日のみ運行。
  - 2020年4月27日長期運休。
  - 2024年4月1日 - 廃止。

青山松園線
- 滝沢営業所 - 月が丘二丁目 - 館坂橋 - 高松の池口 - 松園バスターミナル
  - 松園営業所と共管。
  - 2025年4月1日 - 廃止。
  - 平日のみ運行。

## 外部サイト
- 滝沢営業所 巣子車庫管内路線図 - 岩手県交通公式サイト、令和3年（2021年）4月現在、同年6月11日閲覧